# Dali-Kushchu
Dali-Kushchu är en ort i Azerbajdzjan.   Den ligger i distriktet Zərdab Rayonu, i den centrala delen av landet, 180 km väster om huvudstaden Baku. Antalet invånare är 1 245.
Terrängen runt Dali-Kushchu är mycket platt. Närmaste större samhälle är Zardob, 3,6 km väster om Dali-Kushchu.
Trakten runt Dali-Kushchu består till största delen av jordbruksmark. Runt Dali-Kushchu är det ganska tätbefolkat, med 56 invånare per kvadratkilometer.